# Allsvenskan i bandy 2002/2003
Allsvenskan i bandy 2002/2003 var Sveriges högsta division i bandy för herrar säsongen 2002/2003. Norrgruppsvinnaren Sandvikens AIK lyckades försvara den svenska mästerskapstiteln efter vinst med 6-4 mot norrgruppstvåan Hammarby IF i inalmatchen på Studenternas IP i Uppsala den 16 mars 2003.

## Förlopp
- Blande de nederlagstippade lagen hörde bland annat Kalix BF, som uppmärksammades för att de fick göra många långa resor i buss.[2]
- Skytteligan vanns av Patrik Rönnqvist, Edsbyns IF med 50 fullträffar.[3].
- Finalen lockade 21 804 åskådare, och spelades i + 10 °C.[4]

## Seriespelet

### Norrgruppen
Norrgruppen Spelades 10 november-29 december 2002.
| Nr | Lag                     | S  | V  | O | F  | +/-   | P  |
| -- | ----------------------- | -- | -- | - | -- | ----- | -- |
| 1  | Sandvikens AIK          | 14 | 13 | 0 | 1  | 95-44 | 26 |
| 2  | Hammarby IF             | 14 | 11 | 0 | 3  | 81-44 | 22 |
| 3  | Bollnäs GoIF            | 14 | 7  | 0 | 7  | 67-62 | 14 |
| 4  | Edsbyns IF              | 14 | 6  | 1 | 7  | 66-53 | 13 |
| 5  | Broberg/Söderhamn Bandy | 14 | 6  | 0 | 8  | 53-72 | 12 |
| 6  | Kalix BF                | 14 | 5  | 1 | 8  | 58-80 | 11 |
| 7  | Ljusdals BK             | 14 | 4  | 0 | 10 | 40-68 | 8  |
| 8  | Falu BS                 | 14 | 3  | 0 | 11 | 36-73 | 6  |

### Södergruppen
Spelades 10 november-29 december 2002.
| Nr | Lag                   | S  | V  | O | F  | +/-    | P  |
| -- | --------------------- | -- | -- | - | -- | ------ | -- |
| 1  | Västerås SK           | 14 | 13 | 1 | 0  | 102-36 | 27 |
| 2  | BS BolticGöta         | 14 | 8  | 2 | 4  | 90-56  | 18 |
| 3  | IFK Vänersborg        | 14 | 8  | 0 | 6  | 79-63  | 16 |
| 4  | Villa Lidköping BK    | 14 | 8  | 0 | 6  | 65-50  | 16 |
| 5  | IFK Motala            | 14 | 6  | 1 | 7  | 52-59  | 13 |
| 6  | Vetlanda BK           | 14 | 5  | 0 | 9  | 62-90  | 10 |
| 7  | Gripen Trollhättan BK | 14 | 3  | 2 | 9  | 46-81  | 8  |
| 8  | Nässjö IF             | 14 | 2  | 0 | 12 | 38-99  | 4  |

### Elitserien
Spelades 3 januari-12 februari 2003.
| Nr | Lag                | S  | V | O | F  | +/-   | P  |
| -- | ------------------ | -- | - | - | -- | ----- | -- |
| 1  | Hammarby IF        | 11 | 9 | 0 | 2  | 67-31 | 18 |
| 2  | Sandvikens AIK     | 11 | 8 | 0 | 3  | 64-40 | 16 |
| 3  | Västerås SK        | 11 | 6 | 0 | 5  | 59-49 | 12 |
| 4  | IFK Vänersborg     | 11 | 6 | 0 | 5  | 51-43 | 12 |
| 5  | Edsbyns IF         | 11 | 6 | 0 | 5  | 58-52 | 12 |
| 6  | BS BolticGöta      | 11 | 6 | 0 | 5  | 49-48 | 12 |
| 7  | Villa Lidköping BK | 11 | 2 | 0 | 9  | 38-72 | 4  |
| 8  | Bollnäs GoIF       | 11 | 1 | 0 | 10 | 32-83 | 2  |

### Allsvenska fortsättningsserien
Spelades 3 januari-12 februari 2003.
| Nr | Lag                     | S  | V | O | F | +/-   | P  |
| -- | ----------------------- | -- | - | - | - | ----- | -- |
| 1  | Broberg/Söderhamn Bandy | 11 | 6 | 3 | 2 | 58-40 | 18 |
| 2  | Ljusdals BK             | 11 | 6 | 3 | 2 | 51-33 | 16 |
| 3  | IFK Motala              | 11 | 4 | 5 | 2 | 53-37 | 16 |
| 4  | Kalix Bandy             | 11 | 6 | 2 | 3 | 54-40 | 16 |
| 5  | Falu BS                 | 11 | 5 | 3 | 3 | 55-43 | 13 |
| 6  | Vetlanda BK             | 11 | 2 | 3 | 6 | 34-58 | 9  |
| 7  | Gripen Trollhättan BK   | 11 | 3 | 1 | 7 | 31-51 | 8  |
| 8  | Nässjö IF               | 11 | 2 | 0 | 9 | 39-73 | 4  |

## Seriematcherna

### Södergruppen
| - 10 november 2002 Gripen Trollhättan BK-BS Boltic Göta 4-4 (2-2) - 10 november 2002 Nässjö IF-IFK Motala 3-7 (2-3) - 20 november 2002 Villa Lidköping BK-IFK Vänersborg 7-3 (6-2) - 10 november 2002 Västerås SK-Vetlanda BK 10-1 (5-0) - 13 november 2002 Boltic Göta-Västerås 4-4 (1-3) - 13 november 2002 Motala-Villa Lidköping 2-6 (0-3) - 15 november 2002 Vetlanda-Nässjö 9-5 (6-2) - 15 november 2002 Vänersborg-Gripen 10-2 (3-0) - 15 november 2002 Villa Lidköping-Västerås 1-6 (0-4) - 17 november 2002 Motala-Vetlanda 9-2 (2-1) - 17 november 2002 Vänersborg-Boltic Göta 10-4 (5-2) - 17 november 2002 Nässjö-Gripen 3-5 (1-3) - 20 november 2002 Boltic Göta-Villa Lidköping 8-3 (4-2) - 20 november 2002 Gripen-Motala 3-3 (1-1) - 20 november 2002 Vetlanda-Vänersborg 7-4 (4-2) - 20 november 2002 Västerås-Nässjö 7-1 (4-0) - 22 november 2002 Motala-Västerås 1-7 (0-4) - 22 november 2002 Vänersborg-Nässjö 7-1 (3-0) - 22 november 2002 Vetlanda-Boltic Göta 8-6 (5-4) - 22 november 2002 Villa Lidköping-Gripen 2-3 (1-1) - 27 november 2002 Boltic Göta-Motala 6-2 (1-2) - 27 november 2002 Gripen-Vetlanda 5-4 (2-2) - 27 november 2002 Nässjö-Villa Lidköping 1-10 (1-3) - 27 november 2002 Västerås-Vänersborg 8-3 (5-0) - 29 november 2002 Boltic Göta-Nässjö 14-2 (6-1) - 29 november 2002 Motala-Vänersborg 3-2 (0-1) - 29 november 2002 Villa Lidköping-Vetlanda 3-4 (1-3) - 1 december 2002 Gripen-Västerås 2-3 (2-1) | - 4 december 2002 Vänersborg-Motala 6-3 (2-3) - 4 december 2002 Nässjö-Boltic Göta 0-4 (0-1, 0-1, 0-2) - 4 december 2002 Vetlanda-Villa Lidköping 2-3 (1-0, 1-2, 0-1) - 4 december 2002 Västerås-Gripen 12-7 (8-3) - 6 december 2002 Nässjö-Vänersborg 3-6 (2-2) - 7 december 2002 Västerås-Motala 4-1 (2-0) - 8 december 2002 Boltic Göta-Vetlanda 8-4 (3-2) - 8 december 2002 Gripen-Villa Lidköping 3-7 (2-2) - 11 december 2002 Motala-Boltic Göta 3-8 (0-3) - 11 december 2002 Vänersborg-Västerås 3-9 (2-5) - 11 december 2002 Vetlanda-Gripen 7-4 (5-4) - 11 december 2002 Villa Lidköping-Nässjö 8-1 (4-1) - 14 december 2002 Västerås-Villa Lidköping 7-1 (3-1) - 15 december 2002 Boltic Göta-Vänersborg 8-3 (4-1) - 15 december 2002 Vetlanda-Motala 3-4 (1-2) - 15 december 2002 Gripen-Nässjö 2-5 (2-3) - 18 december 2002 Motala-Gripen 7-1 (3-0) - 18 december 2002 Vänersborg-Vetlanda 12-4 (7-0) - 18 december 2002 Nässjö-Västerås 4-11 (1-5) - 18 december 2002 Villa Lidköping-Boltic Göta 5-1 (0-0) - 26 december 2002 Gripen-Vänersborg 2-3 (1-2) - 26 december 2002 Nässjö-Vetlanda 8-4 (3-2) - 26 december 2002 Villa Lidköping-Motala 7-2 (2-2) - 26 december 2002 Västerås-Boltic Göta 5-4 (2-1) - 29 december 2002 Boltic Göta-Gripen 11-3 (3-2, 5-0, 3-1) - 29 december 2002 Motala-Nässjö 5-1 (2-1) - 29 december 2002 Vänersborg-Villa Lidköping 7-2 (0-0, 2-1, 5-1) - 29 december 2002 Vetlanda-Västerås 3-9 (0-1) |

### Norrgruppen
| - 8 november 2002 Sandviken-Ljusdal 9-2 (3-1) - 9 november 2002 Hammarby-Falun 9-1 (6-0) - 10 november 2002 Bollnäs-Sandviken 2-6 (2-3) - 10 november 2002 Kalix Bandy-Brobergs IF 5-8 (3-4) - 10 november 2002 Ljusdals BK-Edsbyns IF 3-2 (0-1) - 12 november 2002 Edsbyn-Bollnäs 5-6 (4-2) - 13 november 2002 Broberg-Ljusdal 8-3 (4-2) - 13 november 2002 Sandvikens AIK-Hammarby IF 4-2 (1-1) - 15 november 2002 Falun-Sandviken 1-7 (1-3) - 15 november 2002 Hammarby-Kalix 5-1 (5-0) - 15 november 2002 Bollnäs-Broberg 4-1 (3-0) - 17 november 2002 Ljusdal-Kalix 4-7 (3-4) - 17 november 2002 Sandviken-Edsbyn 2-5 (1-2) - 17 november 2002 Bollnäs GIF-Falu BS 3-1 (0-1) - 20 november 2002 Broberg-Sandviken 2-6 (0-3, 2-1, 0-2) - 20 november 2002 Edsbyn-Hammarby 6-7 (4-3) - 20 november 2002 Kalix-Falun 3-2 (1-1) - 22 november 2002 Ljusdal-Bollnäs 5-4 (4-0) - 22 november 2002 Falun-Edsbyn 7-6 (5-2) - 23 november 2002 Hammarby-Broberg 8-1 (2-1) - 24 november 2002 Bollnäs-Kalix 6-7 (1-3) - 24 november 2002 Falun-Ljusdal 3-1 (2-1) - 27 november 2002 Broberg-Falun 4-6 (1-5) - 27 november 2002 Kalix-Edsbyn 5-5 (3-1) - 27 november 2002 Ljusdal-Hammarby 0-6 (0-2) - 30 november 2002 Hammarby-Bollnäs 6-5 (2-3) - 1 december 2002 Kalix-Sandviken 5-6 (3-3) - 1 december 2002 Edsbyn-Broberg 3-2 (2-1) | - 3 december 2002 Broberg-Edsbyn 3-2 (2-2) - 4 december 2002 Bollnäs-Hammarby 4-5 (3-3) - 4 december 2002 Ljusdal-Falun 4-3 (1-0) - 6 december 2002 Sandviken-Kalix 11-1 (3-1) - 6 december 2002 Falun-Broberg 4-5 (1-2) - 7 december 2002 Hammarby-Ljusdal 4-3 (2-1) - 8 december 2002 Edsbyn-Kalix 7-2 (1-0) - 8 december 2002 Sandviken-Bollnäs 11-4 (8-0) - 11 december 2002 Broberg-Hammarby 5-4 (2-3) - 11 december 2002 Edsbyn-Falun 6-1 (1-0) - 11 december 2002 Kalix-Bollnäs 5-8 (3-3) - 11 december 2002 Ljusdal-Sandviken 4-5 (3-1) - 13 december 2002 Bollnäs-Ljusdal 6-1 (3-0) - 13 december 2002 Sandviken-Broberg 9-6 (5-3) - 14 december 2002 Hammarby-Edsbyn 5-3 (1-1) - 15 december 2002 Falun-Kalix 1-5 (1-3) - 18 december 2002 Broberg-Bollnäs 1-9 (0-4) - 18 december 2002 Edsbyn-Sandviken 5-6 (2-2) - 18 december 2002 Falun-Hammarby 2-7 (1-2) - 18 december 2002 Kalix-Ljusdal 4-2 (1-2) - 26 december 2002 Bollnäs-Edsbyn 1-6 (1-3) - 26 december 2002 Kalix-Hammarby 4-10 (2-5) - 26 december 2002 Ljusdal-Broberg 5-2 (0-1) - 26 december 2002 Sandviken-Falun 8-2 (3-2) - 29 december 2002 Broberg-Kalix 5-4 (2-2) - 29 december 2002 Edsbyn-Ljusdal 5-3 (2-0) - 29 december 2002 Falun-Bollnäs 2-5 (1-3) - 29 december 2002 Hammarby-Sandviken 3-5 (2-4) |

### Elitserien
| - 3 januari 2003 IFK Vänersborg-Hammarby IF 0-4 (0-3) - 3 januari 2003 Sandvikens AIK-Villa Lidköping BK 9-3 (5-0) - 3 januari 2003 Västerås SK-Bollnäs GIF 10-1 (5-0) - 6 januari 2003 Boltic Göta-Sandviken 9-4 (4-1) - 6 januari 2003 Villa Lidköping-Edsbyn 1-0 (0-0) - 8 januari 2003 Bollnäs-Edsbyn 1-11 (0-1) - 8 januari 2003 Vänersborg-Villa Lidköping 6-1 (1-1) - 8 januari 2003 Sandviken-Hammarby 6-3 (4-1) - 8 januari 2003 Västerås- Boltic Göta 6-3 (5-0) - 14 januari 2003 Hammarby-Bollnäs 5-2 (2-2) - 15 januari 2003 Boltic Göta-Vänersborg 4-2 (3-1) - 15 januari 2003 Edsbyn-Sandviken 3-6 (3-2) - 15 januari 2003 Villa Lidköping-Västerås 2-7 (0-4) - 17 januari 2003 Edsbyns IF-BS Boltic Göta 5-3 (3-0) - 17 januari 2003 Bollnäs-Vänersborg 5-8 (3-3) - 17 januari 2003 Västerås-Sandviken 2-1 (1-1) - 19 januari 2003 Bollnäs-Villa Lidköping 8-1 (5-0) - 19 januari 2003 Hammarby-Boltic Göta 7-0 (3-0) - 19 januari 2003 Vänersborg-Edsbyn 8-3 (4-2) - 22 januari 2003 Boltic Göta-Bollnäs 8-3 (4-2) - 22 januari 2003 Edsbyn-Västerås 8-4 (4-1) - 22 januari 2003 Sandviken-Vänersborg 5-6 (4-5) - 22 januari 2003 Villa Lidköping-Hammarby 3-6 (2-2) - 24 januari 2003 Hammarby-Västerås 8-2 (1-1) - 24 januari 2003 Sandviken-Bollnäs 11-3 (2-3) | - 26 januari 2003 Boltic Göta-Villa Lidköping 6-5 (3-1) - 26 januari 2003 Hammarby-Edsbyn 9-4 (3-4) - 26 januari 2003 Västerås-Vänersborg 5-8 (4-3) - 29 januari 2003 Bollnäs-Boltic Göta 2-3 (0-0) - 29 januari 2003 Hammarby-Villa Lidköping 13-4 (4-2) - 29 januari 2003 Vänersborg-Sandviken 3-4 (2-2) - 29 januari 2003 Västerås-Edsbyn 8-4 (3-2) - 5 februari 2003 Boltic Göta-Hammarby 5-2 (2-0) - 5 februari 2003 Edsbyn-Vänersborg 6-0 (3-0) - 7 februari 2003 Sandviken-Västerås 5-3 (2-3) - 7 februari 2003 Villa Lidköping-Bollnäs 9-2 (4-1) - 9 februari 2003 Edsbyn-Villa Lidköping 7-6 (5-3) - 9 februari 2003 Sandviken-Boltic Göta 5-2 (4-2) - 9 februari 2003 Vänersborg-Bollnäs 7-2 (4-0) - 9 februari 2003 Västerås-Hammarby 2-6 (1-2) - 12 februari 2003 Bollnäs-Västerås 3-10 (1-6) - 12 februari 2003 Boltic Göta-Edsbyn 6-7 (3-2) - 12 februari 2003 Hammarby-Vänersborg 4-3 (0-2) - 12 februari 2003 Villa Lidköping-Sandviken 3-8 (2-5) |

### Allsvenska fortsättningsserien
| - 3 januari 2003 IFK Motala-Kalix Bandy 2-4 (0-2) - 3 januari 2003 Falu BS-Gripen BK 3-4 (1-1) - 3 januari 2003 Vetlanda BK-Ljusdals BK 1-5 (0-0) - 6 januari 2003 Gripen-Broberg 2-5 (0-3) - 6 januari 2003 Kalix-Vetlanda 6-2 (1-2, 3-0, 2-0) - 6 januari 2003 Ljusdal-Motala 3-5 (1-1, 0-2, 2-2) - 6 januari 2003 Nässjö-Falun 0-7 (0-3) - 8 januari 2003 Ljusdal-Falun 4-6 (3-2) - 8 januari 2003 Broberg-Kalix 4-3 (2-2) - 8 januari 2003 Motala-Vetlanda 6-2 (2-2) - 9 januari 2003 Gripen-Nässjö 8-3 (3-1) - 15 januari 2003 Falun-Broberg 7-3 (3-1) - 15 januari 2003 Kalix-Ljusdal 4-6 (4-3) - 15 januari 2003 Nässjö-Motala 5-4 (3-2) - 15 januari 2003 Vetlanda-Gripen 3-3 (3-1) - 17 januari 2003 Brobergs IF-Nässjö IF 9-0 (4-0) - 19 januari 2003 Motala-Falun 9-5 (5-2) - 19 januari 2003 Kalix-Gripen 5-2 (3-1) - 19 januari 2003 Ljusdal-Nässjö 8-4 (7-1) - 19 januari 2003 Vetlanda-Broberg 3-8 (0-4) - 22 januari 2003 Broberg-Motala 5-5 (2-1) - 22 januari 2003 Falun-Vetlanda 8-4 (4-2) - 22 januari 2003 Gripen-Ljusdal 0-2 (0-0) - 22 januari 2003 Nässjö-Kalix 4-5 (2-2) | - 24 januari 2003 Vetlanda-Nässjö 3-2 (2-2) - 26 januari 2003 Broberg-Ljusdal 1-1 (0-1) - 26 januari 2003 Kalix-Falun 4-4 (1-2) - 26 januari 2003 Motala-Gripen 9-0 (5-0) - 29 januari 2003 Kalix-Nässjö 9-3 (6-2) - 29 januari 2003 Ljusdal-Gripen 7-1 (4-0) - 29 januari 2003 Motala-Broberg 3-3 (2-2) - 29 januari 2003 Vetlanda-Falun 4-4 (1-1) - 5 februari 2003 Broberg-Vetlanda 8-2 (5-0) - 5 februari 2003 Falun-Motala 3-3 (1-0) - 7 februari 2003 Gripen-Kalix 3-6 (3-3) - 7 februari 2003 Nässjö-Ljusdal 4-8 (2-4) - 9 februari 2003 Broberg-Gripen 5-4 (3-2) - 9 februari 2003 Falun-Nässjö 5-4 (3-1) - 9 februari 2003 Motala-Ljusdal 4-4 (0-1) - 9 februari 2003 Vetlanda-Kalix 7-5 (3-2) - 12 februari 2003 Gripen-Falun 4-3 (0-1) - 12 februari 2003 Kalix-Motala 3-3 (1-2) - 12 februari 2003 Ljusdal-Vetlanda 3-3 (1-2) - 12 februari 2003 Nässjö-Broberg 10-4 (3-2) |

## Slutspel om svenska mästerskapet 2003

### Åttondelsfinaler (UEFA:s cupmodell)
- 14 februari 2003: Broberg/Söderhamn Bandy-Bollnäs GoIF/BF 3-2
- 14 februari 2003: Ljusdals BK-Villa Lidköping BK 2-3
- 16 februari 2003: Bollnäs GoIF/BF-Broberg/Söderhamn Bandy 5-2 (Bollnäs GIF vidare)
- 16 februari 2003: Villa Lidköping BK-Ljusdals BK 4-3 (Villa Lidköping BK vidare)

### Kvartsfinaler (bäst av fem matcher)
- 19 februari 2003: Hammarby IF-Bollnäs GoIF/BF 7-1
- 19 februari 2003: IFK Vänersborg-BS BolticGöta 6-4
- 19 februari 2003: Västerås SK-Edsbyns IF 8-3
- 19 februari 2003: Sandvikens AIK-Villa Lidköping BK 7-2
- 21 februari 2003: Bollnäs GoIF/BF-Hammarby IF 2-3 (sudden death)
- 21 februari 2003: BS BolticGöta-IFK Vänersborg 6-4
- 21 februari 2003: Edsbyns IF-Västerås SK 6-4
- 21 februari 2003: Villa Lidköping BK-Sandvikens AIK 4-5
- 23 februari 2003: Hammarby IF-Bollnäs GoIF/BF 5-4 (Hammarby IF vidare efter 3-0 i matcher)
- 23 februari 2003: IFK Vänersborg-BS BolticGöta 7-6 (sudden death)
- 23 februari 2003: Västerås SK-Edsbyns IF 7-5
- 23 februari 2003: Sandvikens AIK-Villa Lidköping BK 10-3 (Sandvikens AIK vidare efter 3-0 i matcher)
- 26 februari 2003: BS BolticGöta-IFK Vänersborg 4-5 (sudden death) (IFK Vänersborg vidare efter 3-1 i matcher)
- 26 februari 2003: Edsbyns IF-Västerås SK 5-4 (sudden death)
- 28 februari 2003: Västerås SK-Edsbyns IF 3-4 (Edsbyns IF vidare efter 3-2 i matcher)

### Semifinaler (bäst av fem matcher)
- 2 mars 2003: Hammarby IF-IFK Vänersborg 4-1
- 2 mars 2003: Sandvikens AIK-Edsbyns IF 8-3
- 5 mars 2003: IFK Vänersborg-Hammarby IF 3-4
- 5 mars 2003: Edsbyns IF-Sandvikens AIK 0-4
- 7 mars 2003: Hammarby IF-IFK Vänersborg 10-4 (Hammarby IF vidare efter 3-0 i matcher)
- 7 mars 2003: Sandvikens AIK-Edsbyns IF 7-2 (Sandvikens AIK vidare efter 3-0 i matcher)

### Final
- 16 mars 2003: Sandvikens AIK-Hammarby IF 6-4 (2-2) (Studenternas IP, Uppsala)

## Allsvenska skytteligan 2002/2003
1. Patrik Rönnkvist, Edsbyns IF, 50 mål
2. Michael Carlsson, Västerås SK, 47 mål
3. Daniel Svedberg, BS BolticGöta, 43 mål

Statistiken inkluderar slutspel.

## Publikligan 2002/2003
1. Hammarby IF, 2816 åskådare
2. Västerås SK, 2509
3. Bollnäs GoIF/BF, 2266
4. Sandvikens AIK,  2264
5. IFK Vänersborg,  2078
6. Villa Lidköping BK, 2025
7. Gripen Trollhättan BK, 1574
8. BS BolticGöta, 1503
9. Edsbyns IF, 1142
10. Kalix Bandy, 1135
11. Falu BS, 1087